# Mantelhof
Mantelhof is een nieuwbouwwijk in de plaats Andijk in de Nederlandse provincie Noord-Holland. Deze wijk wordt in opdracht van de gemeente Andijk gebouwd door USP Vastgoed in een zogenaamd inbreidingsplan op het terrein van een verhuisde bollenhandel.
De insteek van de nieuwe wijk is dat nieuwe ontwikkelingen aan moeten sluiten bij de bestaande sfeer van Andijk, die gekenmerkt wordt door lintbebouwing en kleinschaligheid. 
De plannen voor de nieuwbouwwijk ontstonden nadat bekend werd dat bloembollenhandel "Mantel Holland B.V." uit de dorpskern van Andijk zou vertrekken. Hierdoor kwam er midden in het dorp zo'n vijf hectare vrij. De naam van het project is afgeleid van de voormalige terreineigenaar.